# Tizenháromszög
A geometriában a tizenháromszög egy tizenhárom oldalú sokszög.
A szabályos sokszögek szögeire ismert képlet n=13 esetben a következőt adja:
{\displaystyle \alpha ={\frac {(n-2)}{n}}\cdot 180^{\circ }={\frac {11}{13}}\cdot 180^{\circ }}
tehát a szabályos tizenháromszög szögei kb. 152,308 fokosak.
Területére a következő adódik:
{\displaystyle A={\frac {13}{4}}a^{2}\cot {\frac {\pi }{13}}\simeq 13,1858\,a^{2}.}

## Numizmatikai felhasználása
A cseh 20 koronás érme tizenháromszög formájú.

## A szabályos tizenháromszög szerkesztése
Mivel a 13 Pierpont-prím, de nem Fermat-prím, a szabályos tizenháromszög nem szerkeszthető meg körző és vonalzó segítségével. Megszerkeszthető azonban neuszisz szerkesztéssel vagy szögharmadoló eszköz segítségével.
A következő animációban az {\displaystyle {\overline {OA}}=12} körülírt körű szabályos tizenháromszög neuszisz szerkesztését mutatja be Andrew M. Gleason tomahawk eszközzel (világoskék) történő szögharmadolás segítségével.

körülírt körű szabályos tizenháromszög neuszisz szerkesztése (1:44 hosszúságú animáció)
tomahawk eszközzel (világoskék) történő szögharmadolás segítségével

Az alábbiakban körzővel és vonalzóval történő körülbelüli szerkesztés látható.
Egy másik, körülbelüli szerkesztési animáció, szintén körzővel-vonalzóval.

GeoGebra: {\displaystyle \scriptstyle \angle {}}BME1 = 27,692307692307764°
GeoGebra: 360° ÷ 13 = 27,69230769230769°
A {\displaystyle \scriptstyle \angle {}}BME1 abszolút hibája ≈ 7,4E-14°

Tizenháromszög, körülbelüli szerkesztés (3:30 hosszúságú animáció)

Ez a hiba az r = 1 milliárd km körülírt kör sugaránál mintegy 1,5 mm lenne.
Részleteket lásd: Wikibooks: Tridecagon, construction description (German)